# Yangju Citizen FC
Yangju Citizen FC ist ein Fußballfranchise aus Yangju in Südkorea. Der Verein ist Gründungsmitglied der K3 League. Aktuell spielt der Verein in der  K3 League, der dritthöchsten Spielklasse Südkoreas.

## Geschichte
2007 ging mit der K3 League eine neue Fußballliga an den Start. Da bei der neuen Amateurliga die Anforderungen deutlich niedriger waren, als bei der Korea National League, gründete die Stadt Yangju ihren eigenen Verein und meldeten ihn zur Premierensaison der K3 League an. Erster Trainer des Vereines wurde Jeong Yong-hwan.

### Erste Jahre (2007–2011)
Ihre Premierensaison verlief schlecht. Am Ende der Hinrunde wurde der Verein nur Neuntplatzierter. Als Konsequenz aus der schlechten Hinrundenleistung wurde der Trainer nach Ende der Hinrunde entlassen. Für ihn kam Ryu Bong-ki. Die Rückrunde verlief besser. Die Rückrunde konnte man auf einen 7. Tabellenplatz beenden. Die Meisterschaftsrunde verpasste der Verein weit. Für die darauffolgende Saison wurde der Kader komplett neu aufgestellt. Die Hinrunde konnten sie auf einen 5. Tabellenplatz beenden, die Rückrunde sogar auf den Zweiten Platz, womit sie sich für die Meisterschaftsrunde- und gleichzeitig auch zum ersten Mal für den Korean FA Cup qualifizieren konnten. Im Halbfinale der Meisterschaftsrunde trat man gegen Yongin Citizen FC, welche man im Elfmeterschießen mit 5:4 bezwingen konnte. Im Finale traf man anschließend auf Hwaseong Shinwoo Electronics FC. Das Hinspiel ging mit 0:0 torlos zu Ende. Das Rückspiel endete 2:2. Dank der Auswärtstorregelung gewann somit der Verein erstmals die Ligameisterschaft.
In der folge Saison wurde das Ziel der Titelverteidigung ausgegeben. Das Ziel verpasste der Verein aber weit. Am Ende der Saison beendete man die Spielzeit auf sehr schlechten 10. Tabellenplatz und verpasste sogar wegen einer schlechteren Tordifferenz die Qualifikation zum Korean FA Cup. In der Premierenpokalsaison kam der Verein nicht ebenfalls nicht weit. In der 1. Runde trat man gegen die Sun Moon Universität, gegen die man mit 0:1 unterlag. Am Ende der Saison musste auch Ryu Bong-ki den Verein verlassen.
Die Spielzeit 2010 verlief wiederum besser für den Verein. Der Verein wurde der Gruppe B zugelost mit insgesamt 9 anderen Vereinen. Am Ende der Spielzeit stand man auf Platz 2. und qualifizierte sich somit für die Meisterschaftsrunde erneut. Im Halbfinale traf man erneut auf den mittlerweile nach Sancheok umgezogenen Verein Samcheok Shinwoo Electronics FC. Das Spiel endete 0:0, allerdings musste sich der Verein im Elfmeterschießen mit 5:6 Sancheok beugen. 2011 konnte sich der Verein in der Gruppenphase behaupten und den 1. Platz erreichen. Im Meisterschafts-Halbfinale empfing man diesmal den FC Pocheon. Das Spiel ging mit 1:1 zu Ende. Im anschließend ausgetragenen Elfmeterschießen konnte sich der Verein mit 4:3 gegen Pocheon durchsetzen und sich somit erneut für das Finale qualifizieren. Im Finale traten sie gegen Gyeongju Citizen FC an. Das Hinspiel endete in Yangju mit 1:1. Das Rückspiel konnte Gyeongju dank eines Tores in der 89. Spielminute mit 3:2 knapp für sich gewinnen. Damit scheiterte der Verein knapp im Finale. Ihre zweite Pokalsaison verlief erneut schlecht. In der 1. Runde trat man gegen die Honam-Universität an, gegen welche man mit 0:4 verlor.

### Abrutschung in die Mittelmäßigkeit (2012–2016)
In den Folgejahren konnte der Verein kaum noch an der Ligameisterschaft teilnehmen. 2012 erreichte der Verein in der Gruppenphase Platz 3, mit drei Punkten Rückstand zum Zweitplatzierten. Damit ging die Saison eher zu Ende, als man in Yangju geplant hatte. Die Pokalsaison verlief diesmal besser. In der 1. Runde empfingen sie die Dongguk-Universität, welche man mit 3:1 schlagen konnte. In der 2. Runde traf man anschließend auf den Zweitligisten Gimhae City FC. Das Spiel endete mit 1:1, allerdings hatte der Verein im Elfmeterschießen anschließend mit 4:5 das nachsehen. Die darauffolgende Spielzeit wurde einer ihrer bis dahin schlechtesten Spielzeiten. In der Gruppenphase kam der Verein nicht über den 6. Tabellenplatz heraus und verfehlte damit weit die Meisterschaftsspiele. Auch im Pokal schied der Verein erneut früh aus. In der 1. Hauptrunde empfing man die Kyung-Hee-Universität, gegen die man knapp mit 1:2 unterlag. 2014 stellte sich der Verein erneut neu auf, konnte allerdings auch diesmal erneut nicht die Meisterschaftsrunde erreichen. Am Ende reichte es nur für einen 5. Tabellenplatz. Im Pokal lief es hingegen besser. In der 1. Hauptrunde traten sie gegen die Dong-A University an, gegen die sie das Spiel mit 2:1 gewinnen konnten. In der 2. Hauptrunde traten sie anschließend bei Cheonan City FC, gegen welche man allerdings knapp mit 2:3 unterlag. 2015 konnte der Verein erstmals wieder die Meisterschaftsrunde erreichen. Dank eines 3. Tabellenplatzes, konnte der Verein im Viertelfinale der Meisterschaftsrunde gegen Gyeongju Citizen FC antreten. Das Spiel ging mit 2:3 knapp erneut verloren. In der Pokalspielzeit trat der Verein in der 1. Hauptrunde gegen Ligakonkurrent Hwaseong FC an, gegen den sie allerdings klar mit 0:3 verloren. Die Spielzeit 2016 wurde für alle K3 League-Mitglieder eine spezielle Saison, da es in der um die Neugliederung der K3 League ging. Erstmals traten da alle Mitglieder einmal gegeneinander an, um sich für die neue K3 League Advance und die neue K3 League Basic zu qualifizieren. In der Spielzeit wurde der Verein die Überraschung des Jahres. Am Ende der Spielzeit konnte sich der Verein auf Platz 4. behaupten und qualifizierte sich nicht nur für die neue K3 League Advance, sondern auch für die Meisterschaftsrunde. Im Viertelfinale trat der Verein gegen Cheongju City FC an. Das Spiel endete mit 1:1. Da Cheongju allerdings das Heimrecht besaß, galt die Partie automatisch als verloren für Yangju. Die Pokalsaison wurde zu ihrer bis dahin besten Spielzeit. In ihrer ersten Runde setzte sich der Verein gegen die Ajou-Universität mit 4:3 durch. In der anschließenden 3. Hauptrunde musste sich der Verein allerdings erneut Gyeongju Citizen FC mit 1:2 geschlagen geben.

### Gegenwart
Die erste K3 League Advance-Spielzeit verlief sehr schlecht. Der Verein gab das Ziel des Klassenerhaltes aus. Am Ende beendete man die Spielzeit auf den letzten Tabellenplatz und stieg direkt in die K3 League Basic ab. Auch im Pokal schied der Verein in ihrer ersten Runde erneut aus. Gegen Daejeon Korail FC musste sich der Verein mit 0:1 geschlagen geben. 2018 wollte der Verein den Wiederaufstieg anpeilen. Am Ende der Saison platzierte man sich auf Platz 5., womit man sich für das Play-off-Spiel qualifizierte. Im Play-off-Spiel spielte der Verein gegen Chungju Citizen FC. Das Spiel endete in Chungju mit 0:0. Da auch hier das Heimrecht die gegnerische Mannschaft besaß, galt das Spiel für Yangju als verloren und der Verein verpasste somit den Wiederaufstieg. Im Pokal konnte der Verein bis in die 2. Hauptrunde vordringen. In der 1. Hauptrunde trat der Verein beim Ligakonkurrenten Goyang Citizen FC an, welches man souverän mit 3:0 für sich gewinnen konnte. Anschließend unterlag allerdings der Verein bei Chuncheon FC mit 0:2. Für die darauffolgende Spielzeit stand der Aufstieg als Saisonziel fest. Der Verein spielte die gesamte Spielzeit über um den direkten Aufstieg. Am Ende der Spielzeit stand der Verein auf Platz 3 und qualifizierte sich somit für die Play-off-Spiele. In den Play-off-Spielen trat der Verein gegen den Ligakonkurrenten Yeoju Citizen FC an. Das Spiel ging mit 3:0 souverän zu Ende, womit sich der Verein für die neugegründete K3 League qualifizierte. Im Pokal hingegen schied der Verein früh aus. In ihrer 1. Hauptrunde traten sie Auswärts bei der Ajou-Universität an, gegen welche sie mit 0:3 unterlagen.
In der Premierenspielzeit der K3 League stand der Verein die Saison über im Abstiegskampf. Am Ende der Saison stand man auf Platz 13 mit Fünf Punkten Vorsprung auf den Relegationsplatz. Auch diesmal schied der Verein früh im Pokal aus. In der 1. Hauptrunde traten sie beim Ligakonkurrenten Paju Citizen FC an, bei dem das Spiel mit 0:3 nach Verlängerung zu Ende ging. Auch die darauffolgende Spielzeit war im Abstiegskampf. Am Ende konnte man die Klasse erfolgreich halten. Im Pokal hingegen verlief die Spielzeit deutlich besser: In der 1. Hauptrunde empfingen sie den Viertligisten Jinju Citizen FC, den man im Elfmeterschießen mit 4:3 bezwingen konnte. In der anschließenden Pokalrunde trat der Verein beim Ligakonkurrenten Gyeongju KHNP FC an, gegen welchen man sich ebenfalls im Elfmeterschießen mit 4:3 durchsetzen konnte. In der 3. Hauptrunde ging es zum FC Pocheon. Auch dieses Spiel konnte mit 2:0 gewonnen werden. Im Achtelfinale traten sie gegen den Erstligisten Jeonbuk Hyundai Motors an, gegen welchen sich der Verein ebenfalls im Elfmeterschießen mit 10:9 durchsetzen konnten. Im Viertelfinale traten sie wiederum bei Ulsan Hyundai an, gegen welche allerdings das Spiel mit 0:2 verloren ging.

### Historie-Übersicht
| Saison | Liga              | Kl. | Vereine | Spiele | Pl. | S  | U | N  | Tore  | Pkt. | KFA Cup            | Play-off           | Trainer                                              |
| 2007   | K3 League         | 3   | 10      | 9      | 9.  | 2  | 1 | 6  | 10:20 | 7    | -                  | -                  | Jeong Yong-hwan                                      |
| 2007   | K3 League         | 3   | 10      | 9      | 7.  | 3  | 1 | 6  | 12:17 | 10   | -                  | -                  | Jeong Yong-hwan                                      |
| 2007   | K3 League         | 3   | 10      | 18     | 7.  | 5  | 2 | 11 | 22:37 | 17   | -                  | -                  | Jeong Yong-hwan                                      |
| 2008   | K3 League         | 3   | 16      | 15     | 5.  | 8  | 4 | 3  | 27:14 | 28   | -                  | Meister            | Jeong Yong-hwan Yu Bong-ki                           |
| 2008   | K3 League         | 3   | 16      | 15     | 2.  | 9  | 2 | 3  | 35:28 | 29   | -                  | Meister            | Jeong Yong-hwan Yu Bong-ki                           |
| 2008   | K3 League         | 3   | 16      | 29     | 4.  | 17 | 6 | 6  | 62:42 | 57   | -                  | Meister            | Jeong Yong-hwan Yu Bong-ki                           |
| 2009   | K3 League         | 3   | 17      | 32     | 10. | 14 | 6 | 12 | 60:45 | 48   | 1. Hauptrunde      | -                  | Yu Bong-ki                                           |
| 2010   | K3 League         | 3   | 9       | 25     | 2.  | 16 | 3 | 6  | 59:41 | 51   | Nicht Qualifiziert | Halbfinale         | Lee Jun-heon                                         |
| 2011   | K3 League         | 3   | 8       | 22     | 1.  | 15 | 5 | 2  | 52:28 | 50   | 1. Hauptrunde      | Finalist           | Lee Jun-heon Kim Jong-bu                             |
| 2012   | K3 League         | 3   | 9       | 25     | 3.  | 14 | 4 | 7  | 79:51 | 46   | 2. Hauptrunde      | Nicht Qualifiziert | Kim Jong-bu                                          |
| 2013   | K3 League         | 4   | 9       | 25     | 6.  | 10 | 4 | 11 | 46:47 | 34   | 1. Hauptrunde      | Nicht Qualifiziert | Lee Seung-heui                                       |
| 2014   | K3 League         | 4   | 9       | 25     | 5.  | 10 | 5 | 10 | 43:46 | 35   | 2. Hauptrunde      | Nicht Qualifiziert | Yu Jong-wan                                          |
| 2015   | K3 League         | 4   | 9       | 25     | 3.  | 12 | 5 | 8  | 65:37 | 41   | 1. Hauptrunde      | Viertelfinale      | Kim Dong-hae                                         |
| 2016   | K3 League         | 4   | 20      | 19     | 4.  | 12 | 4 | 3  | 46:31 | 40   | 3. Hauptrunde      | Viertelfinale      | Kim Dong-hae                                         |
| 2017   | K3 League Advance | 4   | 12      | 22     | 12. | 4  | 4 | 12 | 32:47 | 16   | 1. Hauptrunde      | Nicht Qualifiziert | Kim Dong-hae                                         |
| 2018   | K3 League Basic   | 5   | 11      | 20     | 4.  | 13 | 1 | 6  | 41:19 | 38   | 2. Hauptrunde      | Finalist           | Kim Seong-il                                         |
| 2019   | K3 League Basic   | 5   | 8       | 21     | 3.  | 14 | 6 | 1  | 61:18 | 48   | 1. Hauptrunde      | Relegation         | Kim Seong-il                                         |
| 2020   | K3 League         | 3   | 16      | 22     | 13. | 6  | 2 | 14 | 17:45 | 20   | 1. Hauptrunde      | Nicht Qualifiziert | Hong Seong-yo (-07.2020) Kim Seong-jae (07.-12.2020) |
| 2021   | K3 League         | 3   | 15      | 28     | 14. | 4  | 8 | 16 | 17:43 | 20   | Viertelfinale      | Nicht Qualifiziert | Park Seong-bae                                       |
| 2022   | K3 League         | 3   | 16      | 30     |     |    |   |    | -:-   |      | 1. Hauptrunde      |                    | Park Seong-bae                                       |

| Legende                 | Legende | Legende | Legende | Legende | Legende | Legende | Legende | Legende |
| ----------------------- | ------- | ------- | ------- | ------- | ------- | ------- | ------- | ------- |
| Abstieg zum Saisonende  |         |         |         |         |         |         |         |         |
| Aufstieg zum Saisonende |         |         |         |         |         |         |         |         |

- = 2010 bis 2015 – Gruppenphase

## Stadion
| Stadion | Name                  | Eigentümer             | Eröffnung | Nutzungszeitraum | Nutzungszeitraum |
| Stadion | Name                  | Eigentümer             | Eröffnung | Von              | Bis              |
| ------- | --------------------- | ---------------------- | --------- | ---------------- | ---------------- |
|         | Yangju-Gudeok-Stadion | Stadtverwaltung Yangju | 2004      | 2007             | Bis jetzt        |